# Galinheiros
Galinheiros (Crioulo cabo-verdiano, ALUPEC: Galinhéru) é uma aldeia do município de São Filipe, em Cabo Verde.

## Vilas próximos ou limítrofes
- Curral Grande
- Monte Grande
- Vicente Dias